# Mediorhynchus papillosus
Mediorhynchus papillosus är en hakmaskart som beskrevs av Van Cleve 1916. Mediorhynchus papillosus ingår i släktet Mediorhynchus och familjen Giganthorhynchidae. Inga underarter finns listade i Catalogue of Life.